# Catersport
Catersport era una trasmissione sportiva di Rai Radio 2, condotta in studio da Marco Ardemagni, Sergio Ferrentino, Luca Gattuso e Giorgio Lauro.

## Il programma
Nata nel 2000, l'8 settembre 2009 ha raggiunto le 1000 puntate, proponendo un commento o una radiocronaca degli avvenimenti sportivi, in particolare il campionato di calcio di serie A e le partite della nazionale, scherzoso e "sdrammatizzante".
L'idea della trasmissione riprende, come spirito, quello della trasmissione radiofonica Bar Sport, trasmissione dell'emittente milanese Radio Popolare ideata da Sergio Ferrentino cui hanno partecipato tutti i conduttori di Catersport e che ha visto esordire la Gialappa's Band.
Nelle stagioni 2010/2011 e 2011/2012 andava in onda la domenica sera dalle 19:50 alle 21 in radio per proseguire (primo caso in Italia) solo in streaming dalle 21 alle 23.
L'ultima puntata della trasmissione è andata in onda su Rai Radio 2 il 13 maggio 2012.

## Sigla
La sigla è della vercellese Banda Osiris, la durata è di 3:36 minuti.

## Iniziative

### 11 secchi
È un gioco introdotto dall'edizione 2009/10 della trasmissione. La struttura del gioco è simile a quella del fantacalcio. Lo slogan, ripetuto in trasmissione è "il fantacalcio più semplice del mondo" o anche "il fantacalcio che piace alle donne". A differenza del fantacalcio ad 11 Secchi non valgono gli assist ed i giocatori possono essere cambiati ad ogni turno di campionato. Possono essere cambiati anche mentre le partite sono in svolgimento (almeno finché il risultato è sullo 0-0). Per partecipare bisogna iscriversi nel sito web appositamente dedicato.

### One, two, three
È un gioco che consiste nell'indovinare il punteggio di 3 gare settimanali della serie A. Alla fine dell'anno verranno premiati i vincitori, ovvero coloro che avranno totalizzato più punti.

### Titolo della settimana
Ogni domenica sera gli ultimi 10 minuti della trasmissione sono dedicati ai titoli della settimana, che gli ascoltatori possono inviare via sms o via telefono in base agli eventi sportivi della settimana.

### Caterstadio
Spesso, la domenica sera, il programma va in onda per commentare il posticipo serale del campionato di calcio di Serie A. Il pubblico è invitato ad andare in studio, portando cibo e bevande che verranno consumate durante la partita. L'iniziativa è presente anche in caso di partita (amichevole o di qualificazione) della Nazionale e viene sponsorizzata come La Nazionale senza filtro.

### Rifugio Catersport
Il Rifugio Catersport è stato l'equivalente a Torino del Caterstadio. È stato utilizzato durante i XX Giochi olimpici invernali di Torino 2006 ed ha ospitato, oltre al pubblico, la Nazionale italiana di curling maschile e la staffetta femminile di short track.
Inoltre, i conduttori hanno sfidato - presso il campo di curling allestito nello sponsor village di Piazza Solferino - una selezione mista maschile e femminile della Nazionale camerunese di curling.

### Basta 2006
Basta 2006 - Ci hai rotto! è stata un'iniziativa promossa da Catersport per il giorno di San Silvestro del 2006, nata dall'idea che questo potesse essere stato un anno negativo non solo per il calcio. I conduttori, dunque, hanno deciso di radunare in studio gli ascoltatori che avessero dimostrato di avere delle buone ragioni per dire addio al più presto all'anno vecchio.
Come da tradizione, gli ospiti hanno provveduto a portare in studio cibo e bevande. La trasmissione è andata in onda a partire dalle 22:30 del 31 dicembre 2006 fino all'una del primo gennaio 2007.

### Una palla di racconto
Catersport, in collaborazione con la Scuola Holden, ha organizzato l'iniziativa Una palla di racconto, un concorso letterario riservato a racconti che avessero come filo conduttore una palla, che fosse da calcio, da pallavolo, da rugby, da tennis, da golf o immaginaria. La premiazione dell'ultima edizione è avvenuta il 6 maggio 2006 durante la Fiera internazionale del libro di Torino ed ha visto come giudici, oltre ai presentatori di Catersport, Alessandro Del Piero, G. Porrà, Julio Velasco, P. Verri, R. Ceresa, L. Fortini, R. Carpinelli e L. Iandiorio. Fra i 725 racconti inviati, ne sono stati selezionati 25, pubblicati in Una palla di racconto, edito da Fandango libri che ha collaborato all'iniziativa.

### Batti i bauscia
In seguito alla retrocessione in Serie B della Juventus nell'estate 2006, l'iniziativa anti-juventina Batti la gobba (promossa durante la stagione 2005-2006) non avrebbe avuto più senso. Catersport ha quindi pensato di organizzare Batti i bauscia - Una taglia sui campioni d'Italia. Molti ascoltatori hanno offerto beni in natura alla prima squadra capace di fermare l'Inter che stava realizzando il record di vittorie consecutive in campionato. Il 18 aprile 2007, battendo i nerazzurri al Meazza per 1-3, è stata la Roma ad aggiudicarsi l'ambito premio.

### Bidone d'oro
In aperta ed ironica contrapposizione al blasonato trofeo Pallone d'oro assegnato da France Football, Catersport ha indetto il Bidone d'oro, un sondaggio per eleggere il peggior calciatore del campionato italiano nell'anno solare in corso. La lista dei 50 candidati veniva stilata da una giuria di giornalisti sportivi ed esperti, appartenenti al mondo del calcio e non solo e, tramite i voti degli ascoltatori e degli utenti del forum (o - a partire dall'edizione 2008 - in alcuni seggi disposti sul territorio nazionale;) della trasmissione, si riduceva fino a decretare il vincitore del premio.
La prima edizione è stata vinta da Rivaldo, all'epoca giocatore del Milan. La notizia fece presto il giro del mondo suscitando persino la reazione del Commissario tecnico della Nazionale brasiliana Carlos Alberto Parreira, che parlò di mancanza di rispetto nei confronti di un campione del mondo. Nel dicembre 2012, malgrado la trasmissione non fosse più in onda, il premio è stato comunque assegnato per l'ultima volta con un sondaggio sulla pagina Facebook di Catersport: a vincere è stato Pato del Milan.